# Bernd Krauß
Bernd Krauß, född den 15 juni 1953 i Plauen im Vogtland i Tyskland, är en östtysk roddare.
Han tog OS-guld i åtta med styrman i samband med de olympiska roddtävlingarna 1980 i Moskva.